# Lockheed XFV
Lockheed XFV je bil eksperimentalno turbopropelersko lovsko letalo z VTOL sposobnostmi - lahko je pristajal in vzletal navpično na repu (t. i. tail-sitter). Letalo je razvijal ameriški Lockheed v 1950ih, prvi let je bil 26. junija 1954. Zgradili so samo en leteč prototip.
Imel je en turbopropelerski motor Allison XT40-A-14, ki je poganjal dva 3-kraka kontrarotirajoča propelerja. XFV-1 je izvedel 32 testnih letov, dokazal je tudi lebdeči let, niso pa izvedli vertikalnih vzletov in pristankov. 
Kdaj se za letalo uporablja tudi vzdevek Salmon po Lockheedovem testnem pilotu Hermanu »Fishu« Salmonu. 

## Specifikacije
Splošne karakteristike
- Posadka: 1
- Dolžina: 36 ft 10,25 in (11,23 m)
- Razpon kril: 30 ft 22 in (8,36 m)
- Višina: 36 ft 10,25 in (11,23 m)
- Površina kril: 246 ft² (22,85 m²)
- Teža praznega letala: 11599 lb (5261 kg)
- Naložena teža: 16221 lb (7358 kg)
- Maks. vzletna teža: 16221 lb (7358 kg)
- Pogon letala:  ×  Allison XT40-A-14 turboprop 1,  ()  vsak

 Zmogljivost 
- Maks. hitrost: 580 mph (930 km/h)
- Potovalna hitrost: 410 mph (660 km/h)
- Doseg: unknown ()
- Višina leta: 43300 ft (13100 m)
- Hitrost vzpenjanja: 10820 ft/min (3300 m/min)
- Obremenitev kril: 65,9 lb/ft² (322 kg/m²)

Oborožitev

4 × 20 mm (.79 in) topovi ali 48 × 2.75 in (70 mm) rakete